# Spragueia magnifica
Spragueia magnifica là một loài bướm đêm trong họ Noctuidae.